# 靖西十大功劳
靖西十大功劳（学名：Mahonia subimbricata）为小檗科十大功劳属的植物，是中国的特有植物。分布于中国大陆的广西等地，生长于海拔1,900米的地区，一般生长在灌丛中、山谷和林中。